# Западный дивизион (Национальная лига)
Западный дивизион Национальной лиги — один из шести дивизионов Главной лиги бейсбола, сформированный в результате расширения лиги. В 1969 году количество участников МЛБ выросло с 20 до 24. В Американскую лигу были приняты «Канзас-Сити Роялс» и «Сиэтл Пайлотс» (в настоящее время «Милуоки Брюэрс»). Новичками Национальной лиги стали «Сан-Диего Падрес» и «Монреаль Экспос» (в настоящее время «Вашингтон Нэшионалс»). Каждая лига была разделена на два дивизиона по шесть команд: «Восток» и «Запад». Участниками Западного дивизиона Национальной лиги стали: Атланта Брэйвз, Лос-Анджелес Доджерс, Сан-Диего Падрес, Сан-Франциско Джайентс, Цинциннати Редс и Хьюстон Астрос.
К сезону 1994 количество команд в каждой лиге выросло до 14 (в 1977 году в Американскую лигу были приняты Сиэтл Маринерс и Торонто Блю Джейс; в 1993 году Национальную лигу пополнили Колорадо Рокиз и Флорида Марлинс). В каждой лиге был добавлен третий дивизион «Центральный», и произведено перераспределение команд.
В результате «Брэйвз», «Редс» и «Астрос» покинули Западный дивизион и продолжили свое выступление в созданном Центральном дивизионе. В сезоне 1998 произошло очередное расширение лиги (были приняты Аризона Даймондбэкс и Тампа-Бэй Рейс), по итогам которого «Даймондбэкс» стали пятой командой Западного дивизиона.
Самой успешной командой дивизиона являются Лос-Анджелес Доджерс (выиграли 18 титулов + дважды получали уайлд-кард).

Единственной командой, которой не удавалось выиграть дивизион, остаются Колорадо Рокиз. При этом «Рокиз» пять раз играли в плей-офф, получая уайлд-кард, и однажды участвовали в Мировой серии.
Лос-Анджелес Доджерс — действующий (2019) чемпион дивизиона. По итогам регулярного сезона команда стала лучшей в Национальной лиге как по общему результату (106-56), так и по результатам домашних игр (59-22).

## Состав участников

### Текущие
- Аризона Даймондбэкс — член дивизиона с сезона 1998. Клуб добавлен в результате расширения лиги.
- Колорадо Рокиз — член дивизиона с сезона 1993. Клуб добавлен в результате расширения лиги.
- Лос-Анджелес Доджерс — член дивизиона с момента его основания.
- Сан-Диего Падрес — член дивизиона с момента его основания.
- Сан-Франциско Джайентс — член дивизиона с момента его основания.

### Прошлые
- Атланта Брэйвз — член дивизиона с момента его основания. В сезоне 1994 переведен в Восточный дивизион Национальной лиги.
- Цинциннати Редс — член дивизиона с момента его основания. В сезоне 1994 переведен в Центральный дивизион Национальной лиги.
- Хьюстон Астрос — член дивизиона с момента его основания. В сезоне 1994 переведен в Центральный дивизион Национальной лиги. В сезоне 2013 переведен в Западный дивизион Американской лиги.

## Результаты

### Чемпионы дивизиона
| Сезон | Команда                                                      | Регулярный сезон                                             | Регулярный сезон                                             | Выступление в Плей-офф                                                                              |                                                              |
| Сезон | Команда                                                      | В — П                                                        | %                                                            | Выступление в Плей-офф                                                                              |                                                              |
| ----- | ------------------------------------------------------------ | ------------------------------------------------------------ | ------------------------------------------------------------ | --------------------------------------------------------------------------------------------------- | ------------------------------------------------------------ |
| 1969  | Атланта Брэйвз                                               | 93 — 69                                                      | .574                                                         | ЧСНЛ: поражение (Метс: 0-3)                                                                         |                                                              |
| 1970  | Цинциннати Редс                                              | 102 — 60                                                     | .630                                                         | ЧСНЛ: победа (Пайрэтс: 3-2) → Мировая серия: поражение (Ориолс: 1-4)                                |                                                              |
| 1971  | Сан-Франциско Джайентс                                       | 90 — 72                                                      | .556                                                         | ЧСНЛ: поражение (Пайрэтс: 1-3)                                                                      |                                                              |
| 1972  | Цинциннати Редс                                              | 95 — 59                                                      | .617                                                         | ЧСНЛ: победа (Пайрэтс: 3-2) → Мировая серия: поражение (Атлетикс: 3-4)                              |                                                              |
| 1973  | Цинциннати Редс                                              | 99 — 63                                                      | .611                                                         | ЧСНЛ: поражение (Метс: 2-3)                                                                         |                                                              |
| 1974  | Лос-Анджелес Доджерс                                         | 102 — 60                                                     | .630                                                         | ЧСНЛ: победа (Пайрэтс: 3-1) → Мировая серия: поражение (Атлетикс: 1-4)                              |                                                              |
| 1975  | Цинциннати Редс                                              | 108 — 54                                                     | .667                                                         | ЧСНЛ: победа (Пайрэтс: 3-0) → Мировая серия: победа (Ред Сокс: 4-3)                                 |                                                              |
| 1976  | Цинциннати Редс                                              | 102 — 60                                                     | .630                                                         | ЧСНЛ: победа (Филлис: 3-0) → Мировая серия: победа (Янкис: 4-0)                                     |                                                              |
| 1977  | Лос-Анджелес Доджерс                                         | 98 — 64                                                      | .605                                                         | ЧСНЛ: победа (Филлис: 3-1) → Мировая серия: поражение (Янкис: 2-4)                                  |                                                              |
| 1978  | Лос-Анджелес Доджерс                                         | 95 — 67                                                      | .586                                                         | ЧСНЛ: победа (Филлис: 3-1) → Мировая серия: поражение (Янкис: 2-4)                                  |                                                              |
| 1979  | Цинциннати Редс                                              | 90 — 71                                                      | .559                                                         | ЧСНЛ: поражение (Пайрэтс: 0-3)                                                                      |                                                              |
| 1980  | Хьюстон Астрос                                               | 93 — 70                                                      | .571                                                         | ЧСНЛ: поражение (Филлис: 1-3)                                                                       |                                                              |
| 1981  | Лос-Анджелес Доджерс                                         | 63 — 47                                                      | .573                                                         | СДНЛ: победа (Астрос: 3-2) → ЧСНЛ: победа (Экспос: 3-2) → Мировая серия: победа (Янкис: 4-2)        |                                                              |
| 1982  | Атланта Брэйвз                                               | 89 — 73                                                      | .549                                                         | ЧСНЛ: поражение (Кардиналс: 0-3)                                                                    |                                                              |
| 1983  | Лос-Анджелес Доджерс                                         | 91 — 71                                                      | .562                                                         | ЧСНЛ: поражение (Филлис: 1-3)                                                                       |                                                              |
| 1984  | Сан-Диего Падрес                                             | 92 — 70                                                      | .568                                                         | ЧСНЛ: победа (Кабс: 3-2) → Мировая серия: поражение (Тайгерс: 1-4)                                  |                                                              |
| 1985  | Лос-Анджелес Доджерс                                         | 94 — 67                                                      | .584                                                         | ЧСНЛ: поражение (Кардиналс: 2-4)                                                                    |                                                              |
| 1986  | Хьюстон Астрос                                               | 96 — 66                                                      | .593                                                         | ЧСНЛ: поражение (Метс: 2-4)                                                                         |                                                              |
| 1987  | Сан-Франциско Джайентс                                       | 90 — 72                                                      | .556                                                         | ЧСНЛ: поражение (Кардиналс: 3-4)                                                                    |                                                              |
| 1988  | Лос-Анджелес Доджерс                                         | 94 — 67                                                      | .584                                                         | ЧСНЛ: победа (Метс: 4-3) → Мировая серия: победа (Атлетикс: 4-1)                                    |                                                              |
| 1989  | Сан-Франциско Джайентс                                       | 93 — 69                                                      | .574                                                         | ЧСНЛ: победа (Кабс: 4-1) → Мировая серия: поражение (Атлетикс: 0-4)                                 |                                                              |
| 1990  | Цинциннати Редс                                              | 91 — 71                                                      | .562                                                         | ЧСНЛ: победа (Пайрэтс: 4-2) → Мировая серия: победа (Атлетикс: 4-0)                                 |                                                              |
| 1991  | Атланта Брэйвз                                               | 94 — 68                                                      | .580                                                         | ЧСНЛ: победа (Пайрэтс: 4-3) → Мировая серия: поражение (Твинс: 3-4)                                 |                                                              |
| 1992  | Атланта Брэйвз                                               | 98 — 64                                                      | .605                                                         | ЧСНЛ: победа (Пайрэтс: 4-3) → Мировая серия: поражение (Блю Джейс: 2-4)                             |                                                              |
| 1993  | Атланта Брэйвз                                               | 104 — 58                                                     | .642                                                         | ЧСНЛ: поражение (Филлис: 3-4)                                                                       |                                                              |
| 1994  | Сезон прерван (забастовка игроков). Результаты аннулированы. | Сезон прерван (забастовка игроков). Результаты аннулированы. | Сезон прерван (забастовка игроков). Результаты аннулированы. | Сезон прерван (забастовка игроков). Результаты аннулированы.                                        | Сезон прерван (забастовка игроков). Результаты аннулированы. |
| 1995  | Лос-Анджелес Доджерс                                         | 78 — 66                                                      | .542                                                         | СДНЛ: поражение (Редс: 0-3)                                                                         |                                                              |
| 1996  | Сан-Диего Падрес                                             | 91 — 71                                                      | .562                                                         | СДНЛ: поражение (Кардиналс: 0-3)                                                                    |                                                              |
| 1997  | Сан-Франциско Джайентс                                       | 90 — 72                                                      | .556                                                         | СДНЛ: поражение (Марлинс: 0-3)                                                                      |                                                              |
| 1998  | Сан-Диего Падрес                                             | 98 — 64                                                      | .605                                                         | СДНЛ: победа (Астрос: 3-1) → ЧСНЛ: победа (Брэйвз: 4-2) → Мировая серия: поражение (Янкис: 0-4)     |                                                              |
| 1999  | Аризона Даймондбэкс                                          | 100 — 62                                                     | .617                                                         | СДНЛ: поражение (Метс: 1-3)                                                                         |                                                              |
| 2000  | Сан-Франциско Джайентс                                       | 97 — 65                                                      | .599                                                         | СДНЛ: поражение (Метс: 1-3)                                                                         |                                                              |
| 2001  | Аризона Даймондбэкс                                          | 92 — 70                                                      | .568                                                         | СДНЛ: победа (Кардиналс: 3-2) → ЧСНЛ: победа (Брэйвз: 4-1) → Мировая серия: победа (Янкис: 4-0)     |                                                              |
| 2002  | Аризона Даймондбэкс                                          | 98 — 64                                                      | .605                                                         | СДНЛ: поражение (Кардиналс: 0-3)                                                                    |                                                              |
| 2003  | Сан-Франциско Джайентс                                       | 100 — 61                                                     | .621                                                         | СДНЛ: поражение (Марлинс: 1-3)                                                                      |                                                              |
| 2004  | Лос-Анджелес Доджерс                                         | 93 — 69                                                      | .574                                                         | СДНЛ: поражение (Кардиналс: 1-3)                                                                    |                                                              |
| 2005  | Сан-Диего Падрес                                             | 82 — 80                                                      | .506                                                         | СДНЛ: поражение (Кардиналс: 0-3)                                                                    |                                                              |
| 2006  | Сан-Диего Падрес                                             | 88 — 74                                                      | .543                                                         | СДНЛ: поражение (Кардиналс: 1-3)                                                                    |                                                              |
| 2007  | Аризона Даймондбэкс                                          | 90 — 72                                                      | .556                                                         | СДНЛ: победа (Кабс: 3-0) → ЧСНЛ: поражение (Рокиз: 0-4)                                             |                                                              |
| 2008  | Лос-Анджелес Доджерс                                         | 84 — 78                                                      | .519                                                         | СДНЛ: победа (Кабс: 3-0) → ЧСНЛ: поражение (Филлис: 1-4)                                            |                                                              |
| 2009  | Лос-Анджелес Доджерс                                         | 95 — 67                                                      | .586                                                         | СДНЛ: победа (Кардиналс: 3-0) → ЧСНЛ: поражение (Филлис: 1-4)                                       |                                                              |
| 2010  | Сан-Франциско Джайентс                                       | 92 — 70                                                      | .568                                                         | СДНЛ: победа (Брэйвз: 3-1) → ЧСНЛ: победа (Филлис: 4-2) → Мировая серия: победа (Рейнджерс: 4-1)    |                                                              |
| 2011  | Аризона Даймондбэкс                                          | 94 — 68                                                      | .580                                                         | СДНЛ: поражение (Брюэрс: 2-3)                                                                       |                                                              |
| 2012  | Сан-Франциско Джайентс                                       | 94 — 68                                                      | .580                                                         | СДНЛ: победа (Редс: 3-2) → ЧСНЛ: победа (Кардиналс: 4-3) → Мировая серия: победа (Тайгерс: 4-0)     |                                                              |
| 2013  | Лос-Анджелес Доджерс                                         | 92 — 70                                                      | .568                                                         | СДНЛ: победа (Брэйвз: 3-1) → ЧСНЛ: поражение (Кардиналс: 2-4)                                       |                                                              |
| 2014  | Лос-Анджелес Доджерс                                         | 94 — 68                                                      | .580                                                         | СДНЛ: поражение (Кардиналс: 1-3)                                                                    |                                                              |
| 2015  | Лос-Анджелес Доджерс                                         | 92 — 70                                                      | .568                                                         | СДНЛ: поражение (Метс: 2-3)                                                                         |                                                              |
| 2016  | Лос-Анджелес Доджерс                                         | 91 — 71                                                      | .562                                                         | СДНЛ: победа (Нэшионалс: 3-2) → ЧСНЛ: поражение (Кабс: 2-4)                                         |                                                              |
| 2017  | Лос-Анджелес Доджерс                                         | 104 — 58                                                     | .642                                                         | СДНЛ: победа (Даймондбэкс: 3-0) → ЧСНЛ: победа (Кабс: 4-1) → Мировая серия: поражение (Астрос: 3-4) |                                                              |
| 2018  | Лос-Анджелес Доджерс                                         | 92 — 71                                                      | .564                                                         | СДНЛ: победа (Брэйвз: 3-1) → ЧСНЛ: победа (Брюэрс: 4-3) → Мировая серия: поражение (Ред Сокс: 1-4)  |                                                              |
| 2019  | Лос-Анджелес Доджерс                                         | 106 — 56                                                     | .654                                                         | СДНЛ: поражение (Нэшионалс: 2-3)                                                                    |                                                              |

### Обладатели уайлд-кард
Первоначально уайлд-кард получала одна команда — лучшая из команд лиги, не являющихся чемпионом дивизиона. Место уайлд-кард позволяло напрямую принять участие в Серии дивизионов. Начиная с сезона 2012, две команды в каждой лиге получают уайлд-кард. Право участия в Серии дивизионов разыгрывается в дополнительном раунде уайлд-кард (1 игра). В сезоне 2017 оба места уайлд-кард в Национальной лиге достались представителям Западного дивизиона.
| Сезон | Команда                | Регулярный сезон | Регулярный сезон | Выступление в Плей-офф                                                                                  |
| Сезон | Команда                | В — П            | %                | Выступление в Плей-офф                                                                                  |
| ----- | ---------------------- | ---------------- | ---------------- | --- |
| 1995  | Колорадо Рокиз         | 77 — 67          | .535             | СДНЛ: поражение (Брэйвз: 1-3)                                                                           |
| 1996  | Лос-Анджелес Доджерс   | 90 — 72          | .556             | СДНЛ: поражение (Брэйвз: 0-3)                                                                           |
| 2002  | Сан-Франциско Джайентс | 95 — 66          | .590             | СДНЛ: победа (Брэйвз: 3-2) → ЧСНЛ: победа (Кардиналс: 4-1) → Мировая серия: поражение (Энджелс: 3-4)    |
| 2006  | Лос-Анджелес Доджерс   | 88 — 74          | .543             | СДНЛ: поражение (Метс: 0-3)                                                                             |
| 2007  | Колорадо Рокиз         | 90 — 73          | .552             | СДНЛ: победа (Филлис: 3-0) → ЧСНЛ: победа (Даймондбэкс: 4-0) → Мировая серия: поражение (Ред Сокс: 0-4) |
| 2009  | Колорадо Рокиз         | 92 — 70          | .568             | СДНЛ: поражение (Филлис: 1-3)                                                                           |
| 2014  | Сан-Франциско Джайентс | 88 — 74          | .543             | СДНЛ: победа (Нэшионалс: 3-1) → ЧСНЛ: победа (Кардиналс: 4-1) → Мировая серия: победа (Роялс: 4-3)      |
| 2016  | Сан-Франциско Джайентс | 87 — 75          | .537             | СДНЛ: поражение (Кабс: 1-3)                                                                             |
| 2017  | Аризона Даймондбэкс    | 93 — 69          | .574             | СДНЛ: поражение (Доджерс: 0-3)                                                                          |
| 2017  | Колорадо Рокиз         | 87 — 75          | .537             | Раунд уайлд-кард: поражение (Даймондбэкс)                                                               |
| 2018  | Колорадо Рокиз         | 91 — 72          | .558             | СДНЛ: поражение (Брюэрс: 0-3)                                                                           |

### Сводная статистика
| Команда                | Чемпион дивизиона | Чемпион дивизиона                                                                                          | Обладатель уайлд-кард | Обладатель уайлд-кард        |
| Команда                | Титулы            | Сезоны | Титулы                | Сезоны                       |
| ---------------------- | ----------------- | --- | --------------------- | ---------------------------- |
| Лос-Анджелес Доджерс   | 18                | 1974, 1977, 1978, 1981, 1983, 1985, 1988, 1995, 2004, 2008, 2009, 2013, 2014, 2015, 2016, 2017, 2018, 2019 | 2                     | 1996, 2006                   |
| Сан-Франциско Джайентс | 8                 | 1971, 1987, 1989, 1997, 2000, 2003, 2010, 2012                                                             | 3                     | 2002, 2014, 2016             |
| Цинциннати Редс        | 7                 | 1970, 1972, 1973, 1975, 1976, 1979, 1990                                                                   | 0                     | -                            |
| Аризона Даймондбэкс    | 5                 | 1999, 2001, 2002, 2007, 2011                                                                               | 1                     | 2017                         |
| Атланта Брэйвз         | 5                 | 1969, 1982, 1991, 1992, 1993                                                                               | 0                     | -                            |
| Сан-Диего Падрес       | 5                 | 1984, 1996, 1998, 2005, 2006                                                                               | 0                     | -                            |
| Хьюстон Астрос         | 2                 | 1980, 1986                                                                                                 | 0                     | -                            |
| Колорадо Рокиз         | 0                 | - | 5                     | 1995, 2007, 2009, 2017, 2018 |
| ВСЕГО:                 | 50                | | 11                    |                              |

## Достижения в плей-офф
| Команда                | Чемпион Национальной лиги | Чемпион Национальной лиги                | Победы в Мировой серии | Победы в Мировой серии |
| Команда                | Титулы                    | Сезоны                                   | Титулы                 | Сезоны                 |
| ---------------------- | ------------------------- | ---------------------------------------- | ---------------------- | ---------------------- |
| Лос-Анджелес Доджерс   | 7                         | 1974, 1977, 1978, 1981, 1988, 2017, 2018 | 2                      | 1981, 1988             |
| Сан-Франциско Джайентс | 5                         | 1989, 2002, 2010, 2012, 2014             | 3                      | 2010, 2012, 2014       |
| Цинциннати Редс        | 5                         | 1970, 1972, 1975, 1976, 1990             | 3                      | 1975, 1976, 1990       |
| Сан-Диего Падрес       | 2                         | 1984, 1998                               | 0                      | -                      |
| Атланта Брэйвз         | 2                         | 1991, 1992                               | 0                      | -                      |
| Аризона Даймондбэкс    | 1                         | 2001                                     | 1                      | 2001                   |
| Колорадо Рокиз         | 1                         | 2007                                     | 0                      | -                      |
| Хьюстон Астрос         | 0                         | -                                        | 0                      | -                      |
| ВСЕГО:                 | 23                        |                                          | 9                      |                        |